# Zivaj (jezero)
Zivaj je slatkovodno jezero u Etiopiji, udaljeno oko 170 km južno od glavnog grada Adis Abebe, na granici Regije Oromija i Regije Južnih naroda, narodnosti i etničkih grupa.

## Zemljopisne osobine
Jezero Zivaj je jedno od slatkih jezera Velike rasjedne doline, leži na 1,636 metara nadmorske visine.
Grad Zivaj leži na zapadnim obalama jezera. Jezero dobiva vodu od dviju glavnih pritoka; sa zapada od rijeke Meki te s istoka od rijeke Katar, istjek ima preko rijeke Bulbar u jezero Abijata. Slijev jezera iznosi 7025 km².
Jezero ima 5 otoka, uključujući Debre Sina, Galila, Ptičji otok te najpoznatiji otok Tulu Gudo na kojem se nalazi samostan, u kojem se po legendi u 9. stoljeću čuvao Kovčeg Saveza. 

## Flora i fauna jezera
Pored jezera Zivaj živi mnogo ptica i dosta nilskih konja. Jezero je bogato ribom, godišnje se izlovi 2,454 tona što iznosi oko 83% održivog izlova.
Jezero Zivaj i njegova okolica dom su plemena Gurage. Po etiopskom predanju za vrijeme velike muslimanske invazije na Etiopiju koju je vodio adalski Imam Granj, kršćansko stanovništvo izbjeglo je na otoke jezera. Njih su vremenom potpuno okružili i na taj način potpuno izolirali Oromci koji su se naselili oko jezera. Kad je car Menelik II. zauzeo krajem 19. stoljeća kraj oko jezera, ustanovio da su otočani zadržali svoju kršćansku vjeru i brojne stare rukopise.